# Congrés Geogràfic Italià
El Congrés Geogràfic Italià és una reunió d'estudiosos acadèmics a nivell italià que es duu a terme cada tres o quatre anys des del 1892 en endavant. En el congrés es discuteixen argument de geografia, entesa en el sentit més ampli possible.
El Primer Congrés Geogràfic Italià es va organitzar a Gènova, coincidint amb la celebració de la Cambra centenària del Descobriment d'Amèrica: el desenvolupament de la ciutat derivava de l'intent de celebrar amb ella al navegant Cristòfol Colom, malgrat les moltes polèmiques sobre el seu origen i nacionalitat. Entre els organitzadors, s'ha d'esmentar al marquès Giacomo Doria, que fins al 1891 era sindaco de Gènova, i que des de l'any 1891 fins a l'any 1900 va ser president de la Societat Geogràfica Italiana.
La continuïtat del Congrés es va interrompre per la Primera Guerra Mundial; es van reprendre durant el Feixisme, també pel favor amb el qual el règim guardava a determinats sectors d'investigació (per exemple la geografia colonial, les bonificacions, la industrialització) però es va interrompre de nou amb la Segona Guerra Mundial. Alguns geògrafs d'entre els més destacats, com Roberto Almagià, van ser apartats de l'ensenyament universitari per ser d'origen jueu després de l'any 1938; per aquest motiu, el Congrés de Bolonya de l'any 1947 es va caracteritzar per un clima d'ensenyament de l'heri dicebamus.

## Llista
| núermo | any                   | Ciutat        | Tema                                                                  |
| ------ | --------------------- | ------------- | --------------------------------------------------------------------- |
| I      | 1892                  | Gènova        |                                                                       |
| II     | 1895                  | Roma          |                                                                       |
| III    | 1898                  | Florència     |                                                                       |
| IV     | 1902                  | Milà          |                                                                       |
| V      | 1904                  | Nàpols        |                                                                       |
| VI     | 1907                  | Venècia       |                                                                       |
| VII    | 1910                  | Palerm        |                                                                       |
| VIII   | 1921                  | Florència     |                                                                       |
| IX     | 1924                  | Gènova        | Partició dels Alps                                                    |
| X      | 1927                  | Milà          |                                                                       |
| XI     | 1930                  | Nàpols        |                                                                       |
| XII    | 1934                  | Càller        |                                                                       |
| XIII   | 1937                  | Friuli        |                                                                       |
| XIV    | 1947                  | Bolonya       |                                                                       |
| XV     | 1950                  | Torí          |                                                                       |
| XVI    | 1954                  | Pàdua-Venècia |                                                                       |
| XVII   | 1957                  | Bari          |                                                                       |
| XVIII  | 1961                  | Trieste       |                                                                       |
| XIX    | 1964                  | Com           |                                                                       |
| XX     | 1967                  | Roma          |                                                                       |
| XXI    | 1971                  | Verbania      |                                                                       |
| XXII   | 1975                  | Salern        |                                                                       |
| XXIII  | 1983                  | Catània       |                                                                       |
| XXIV   | 1986                  | Torí          | La Geografia per un món en transició                                  |
| XXV    | 1989                  | Taormina      | La Itàlia que canvia. La contribució de la Geografia                  |
| XXVI   | 1992                  | Gènova        | Gènova, Colom, el mar i l'emigració italiana en les Amèriques         |
| XXVII  | 1996                  | Trieste       | La Geografia dels desafiaments i dels canvis                          |
| XXVIII | 2000                  | Roma          | Vells territoris, nous mons: la Geografia en l'emergència del 2000    |
| XXIX   | 2004                  | Palerm        | Geografia: diàleg entre generacions                                   |
| XXX    | 2008                  | Florència     | El futur de la Geografia: ambient, cultura, economia                  |
| XXXI   | 11-15 de juny de 2012 | Milà          | Scomposizione e ricomposizione territoriale della città contemporanea |